# Amos
Amos (עמוס) je mužské jméno hebrejského původu. Další varianta jména je Ámos. Vykládá se jako „přinesený Bohem“. Podle českého kalendáře má svátek 16. března. Můžeme se s ním setkat i jako s příjmením.

## Amos v jiných jazycích
- Hebrejsky: עמוס
- Slovensky, rusky, německy, polsky, anglicky, italsky: Amos
- Španělsky: Amós
- Maďarsky: Ámos

## Známí Amosové

### Jména
- prorok Ámos, podle něhož nese jméno biblická kniha Ámos
- Amos Oz – (עמוס עוז) rodným jménem Amos Klausner, je izraelský, hebrejsky píšící, spisovatel, esejista a novinář
- Jan Amos Komenský – moravský teolog, filosof, pedagog a spisovatel

### Příjmení
- Tori Amos – americká zpěvačka a pianistka